# Малый Кичмай
Ма́лый Кичма́й (адыг. Шэхэкӏэй цӏыкӏу) — аул в Лазаревском районе муниципального образования «город-курорт» Сочи Краснодарского края. Входит в состав Кичмайского сельского округа.

## География

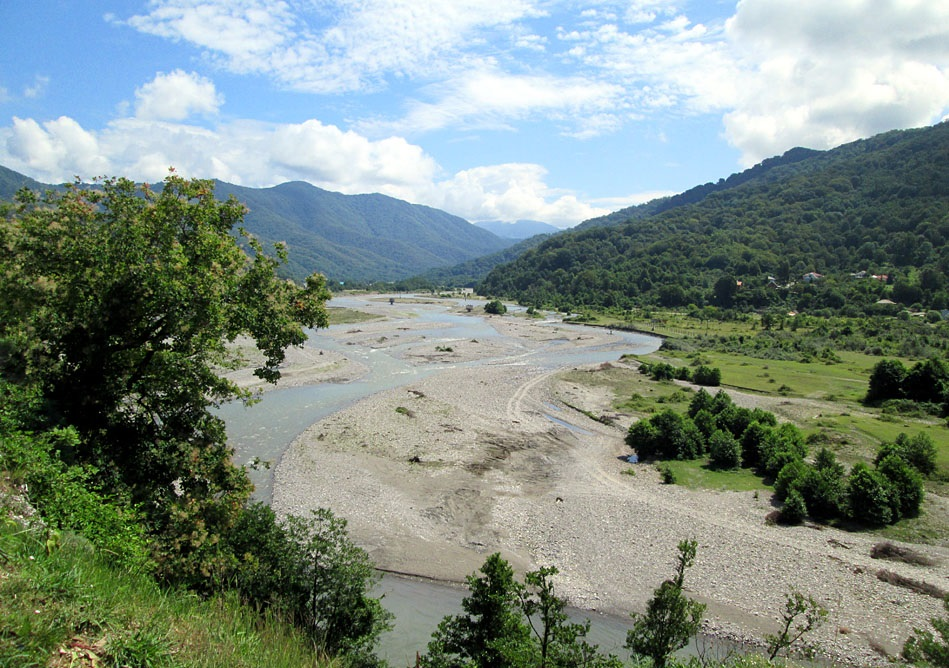
Вид на аул и долину реки Шахе

Аул расположен в центральной части Большого Сочи, на левом берегу реки Шахе. Находится в 30 км к юго-востоку от посёлка Лазаревское, в 45 км к северо-западу от Центрального Сочи и в 253 км к югу от города Краснодар (по дороге). Населённый пункт расположен в 5,5 км от устья реки и черноморского побережья.
Граничит с землями населённых пунктов: Шахе на юго-западе, Ахинтам на западе и Большой Кичмай на северо-востоке.
Малый Кичмай расположен в предгорной зоне причерноморского побережья. Рельеф местности в основном холмистый на территории аула и гористый в его окрестностях. Населённый пункт с трёх сторон окружён склонами хребтов с густым смешанным лесом. Средние высоты на территории аула составляют 162 метров над уровнем моря. К востоку от аула расположены вершины Чугуц (468 м) и Суэтха (538 м).
На территории населённого пункта развиты серо-лесные почвы с горным чернозёмом, считающиеся одним из наиболее плодородных на территории России.
Гидрографическая сеть представлена бассейном реки Шахе. В окрестностях аула в него впадают несколько левых притоков. Во время обильных дождей, возникают временные речки стекающие со склонов хребтов. Также имеются различные источники родниковых и минеральных вод.
Климат в ауле влажный субтропический. Среднегодовая температура воздуха составляет около +13,7°С, со средними температурами июля около +24,2°С, и средними температурами января около +6,2°С. Среднегодовое количество осадков составляет около 1420 мм. Основная часть осадков выпадает в зимний период.

## Этимология
Топоним Кичмай (адыг. Кӏыщмай) в переводе означает «кузня» или «местность кузнецов». По другим данным в названии топонима лежит адыгское имя — Кичим (адыг. Кӏыщым) с приставкой «ай», которая в адыгском языке указывает принадлежность.
Однако среди местного населения в основном используется иное название Малого Кичмая и Большого Кичмая — Шэхэкӏэй, что в переводе означает «долина реки Шахе». Этим географическим термином ранее обозначалась вся прилегающая к реке долина и являлся собирательным обозначением для всех шапсугских селений, которые до завершения Кавказской войны тянулись вдоль реки на десятки километров вверх по ущелью.

## История
До 1864 году на месте современного аула располагался родовой квартал, который являлся частью единого сплошного аула Шахачей (адыг. Шэхэкӏэй) охватывавшей всю долину реки Шахе вплоть до его верховьев.
После завершения Кавказской войны, практически всё уцелевшее местное население было выселено в Османскую империю за нежелание признавать над собой власть русского царя и военной русской администрации. Некоторые горцы скрылись в труднодоступных горных ущельях. В 1865 году были созданы линейные батальоны, чьей задачей было вытеснение продолжавших скрываться в горах черкесов и их дальнейшее выселение в Турцию или за Кубань.
Вторичное заселение этих мест шапсугами началось в 1879 году, одновременно с Большим Кичмаем. В основном сюда были переселены хакучинцы, скрывавшихся в верховьях реки Псахо. Военная русская администрация региона разрешила нескольким черкесским семьям осесть в нескольких верстах от черноморского побережья, за сдачу оружия и принятия российского подданства.
Среди первых поселенцев аула были семьи — Тлиф, Нибо, Куадже и Шхалаховы. В 1920 году из Большого Кичмая переселились Гвашевы. В 1945 году из аула 1-й Красноалександровский (Хаджико) переселились семьи Сизо и Тох, а с Кубани семьи — Уджуху и Мамхо.
С 30 июня 1920 года по 18 мая 1922 года аул Малый Кичмай числился в списке Сочинского округа Туапсинского отдела Кубано-Черноморской области. В 1922 году аул Малый Кичмай был передан в состав Лазаревской волости Туапсинского района.
В сентябре 1924 года аул включён в состав новообразованного Шапсугского национального района Северо-Кавказского края. В 1945 году Шапсугский район реорганизован и переименован в Лазаревский район.
10 февраля 1961 года Лазаревский район включён в состав города-курорта Сочи, как один из его внутригородских районов.
26 декабря 1962 года аул Малый Кичмай был передан в состав Туапсинского сельского района. 16 января 1965 года аул возвращён в состав Лазаревского внутригородского района города Сочи.
Ныне основное население аула составляют хакучинцы, разговаривающие на шапсугском поддиалекте адыгейского языка, которая считается наиболее архаичным из сохранившихся адыгских (черкесских) диалектов.

## Население
| 2002 | 2010 |
| ---- | ---- |
| 210  | ↘205 |

Национальный состав
По данным Всероссийской переписи населения 2010 года:
| Народ   | Численность, чел. | Доля от всего населения, % |
| ------- | ----------------- | -------------------------- |
| адыги   | 185               | 90,2 %                     |
| русские | 20                | 9,8 %                      |
| всего   | 205               | 100 %                      |

## Инфраструктура
В ауле отсутствуют объекты социальной инфраструктуры. Ближайшие школа, детский сад и больница расположены в ауле Большой Кичмай и посёлке Головинка.

## Экономика
Основную роль в экономике аула играют садоводство, пчеловодство и виноградорство. Также имеются чайные плантации. Развивается сфера познавательно-экскурсионного туризма.

## Достопримечательности
- Обелиск павшим в Великой Отечественной войне
- Водопады в верховьях реки Шахе и её притоков

## Улицы
В ауле всего одна улица — Убыхская.